# Tancig
Tancig je priimek več znanih Slovencev:
- Branka Tancig Novak (1927–2013), arhitektka
- Peter Tancig (*1944), elektrotehnik in politik
- Simona Tancig (*1946), razvojan psihologinja, prof. PEF UL
- Vlasta Tancig (1928– ?), publicistka, prevajalka, mladinska? pisateljica